# Hürüuşağı
Hürüuşağı è un comune dell'Azerbaigian situato nel distretto di Yevlax. Conta una popolazione di 899 abitanti.